# Нова Вигода
Нова́ Ви́года — село в Україні, у Житомирському районі Житомирської області. Населення становить 91 осіб.

## Опис
Нова Вигода — невелике село в центрі Житомирського району. Знаходиться за 16 км від обласного центру — м.Житомира.

## Географія
Більшість території Н.Вигоди — рівнинна поверхня, проте досить частими є горбисті місцини.
Водні ресурси села представлені ставом, який відданий в оренду.
Біля села проходить залізниця, зупинка Кмитів. У тепле півріччя через день ходить дизель-поїзд Житомир-Коростишів.

## Історія
Поруч з селом розташовані поселення II-І тис. до н. е. та XVI—XVIII ст. н. е.

## Інше
Приміщення колгоспу, млина, сільського клубу, перестанли функціонувати й втратили своє цільове призначення. В селі була заснована школа (1940) школа на даних час вона не працює (1985), активно скуповується земля приватними підприємцями під забудову.